# Olympische Jugend-Sommerspiele 2014/Teilnehmer (Kirgisistan)
| Gelbes Symbol für Goldmedaillen mit stilisierten Olympischen Ringen | Graues Symbol für Silbermedaillen mit stilisierten Olympischen Ringen | Braundes Symbol für Bronzemedaillen mit stilisierten Olympischen Ringen |
| ------------------------------------------------------------------- | --------------------------------------------------------------------- | ----------------------------------------------------------------------- |
| —                                                                   | 1                                                                     | —                                                                       |

Die Jugend-Olympiamannschaft aus Kirgisistan für die II. Olympischen Jugend-Sommerspiele vom 16. bis 28. August 2014 in Nanjing (Volksrepublik China) bestand aus sieben Athleten.

## Athleten nach Sportarten

### Gewichtheben
Jungen
- Kursant Tolonov
Mittelgewicht: 6. Platz

### Judo
Jungen
- Rostislav Dashkov
Klasse bis 100 kg: Silber 
Mixed: 9. Platz (im Team Tani)

### Kanu
Jungen
- Kirill Bondar
Kajak-Einer Sprint: 9. Platz
Kajak-Einer Slalom: disqualifiziert (Vorlauf)

### Moderner Fünfkampf
| Mädchen - Valeriia Uvarova Einzel: 19. Platz Mixed: 21. Platz (mit Gustav Gustenau Österreich) | Jungen - Radion Chriptschenko Einzel: 19. Platz Mixed: 7. Platz (mit Adelina Ibatullina Russland) |

### Reiten
- Igor Kozubaev
Springen Einzel: DNF
Springen Mannschaft: 6. Platz (im Team Asien)

### Schießen
Jungen
- Dmitrii Gutnik
Luftpistole 10 m: 17. Platz
Mixed: 18. Platz (mit Anna Korakaki  Griechenland)